# 犬山市立犬山北小学校
犬山市立犬山北小学校（いぬやましりついぬやまきたしょうがっこう）は、愛知県犬山市にある公立小学校。
1873年（明治6年）に稲黄義校として設立され、2024年（令和6年）には創立152周年を迎えた。

## 地理
木曽川河畔に位置し、犬山城に近い。近くに犬山城下町や丸の内緑地などがある。校区内には犬山市役所や犬山駅などがある。校舎のすぐ北側には犬山市武道館がある。敷地から100メートル北には犬山市立体育館があったが、老朽化により2017年（平成29年）に取り壊され、体育館は羽黒地区に新築された。

## 歴史
- 1873年（明治6年）11月 -
  - 祥雲寺に稲黄義校を設置。[1]
  - 旧犬山藩代官所に琢成学校を設置
- 1887年（明治20年） - 稲黄学校と琢成学校を統合し、尋常小学稲置学校に改称。[1]
- 1890年（明治22年） - 名栗町に移転。[1]
- 1893年（明治25年） - 犬山町立尋常小学校に改称。[1]
- 1907年（明治40年） - 犬山町立犬山第一尋常小学校に改称。[1]木津、上野が校区に加わり、分教場を設置する。
- 1910年（明治43年） - 犬山町立犬山北尋常小学校に改称。[1]
- 1915年（大正4年） - 丸の内の現在地に移転。分教場を閉校。[1]
- 1941年（昭和16年） - 犬山町立北国民学校に改称。[1]
- 1947年（昭和22年） - 犬山町立北小学校に改称。[1]
- 1954年（昭和29年） - 犬山町の市制施行により犬山市立犬山北小学校に改称。[1]
- 1972年（昭和47年） - 創立100周年。
- 1982年（昭和57年）4月1日 - 犬山市立犬山西小学校を分離開校。
- 2021年（令和3年） - 創立150周年。